# Anthrax ignea
Anthrax ignea är en tvåvingeart som först beskrevs av Macquart 1846.  Anthrax ignea ingår i släktet Anthrax och familjen svävflugor. Inga underarter finns listade i Catalogue of Life.